# 梁璧
梁璧（1845年—1911年），是詠春派佛山梁贊之次子，梁春之弟，自小從父學習詠春拳。人稱「先生璧」，清末政治不穩，從佛山到香港、於上環乍畏街經營綢緞布匹生意。後來1909年時，葉問往香港讀書期間，追隨梁璧學習詠春拳。
梁璧的詠春系統是最完整的，包括三套拳、木人樁、八斬刀、六點半棍法，以及氣功，由父親梁贊及師公黃華寶所教。 吳仲素所傳的多以散式為主，故流傳不廣。吳傳散式多被他人抄襲而改寫詠春歷史。
相傳，葉問在港跟梁璧學習詠春拳三年後，回到佛山跟師兄弟交流學習，亦被同門所指非正宗詠春。因為陳華順所學的詠春並沒有配合氣功，故只保留詠春法度手法，所以與梁璧之詠春系統相比下，沒有那麼完整。

## 影視媒體形象

### 電視劇
- 在《詠春》中，由謝霆鋒飾演。
- 在《葉問》中，由梁小龍飾演。

### 電影
- 在《葉問前傳》中，由葉準飾演。

## 相關鏈接
- 詠春
- 葉問
- 李小龍
- 梁挺
- 李文茂
- 廣東十虎